# Thomas Rechentin

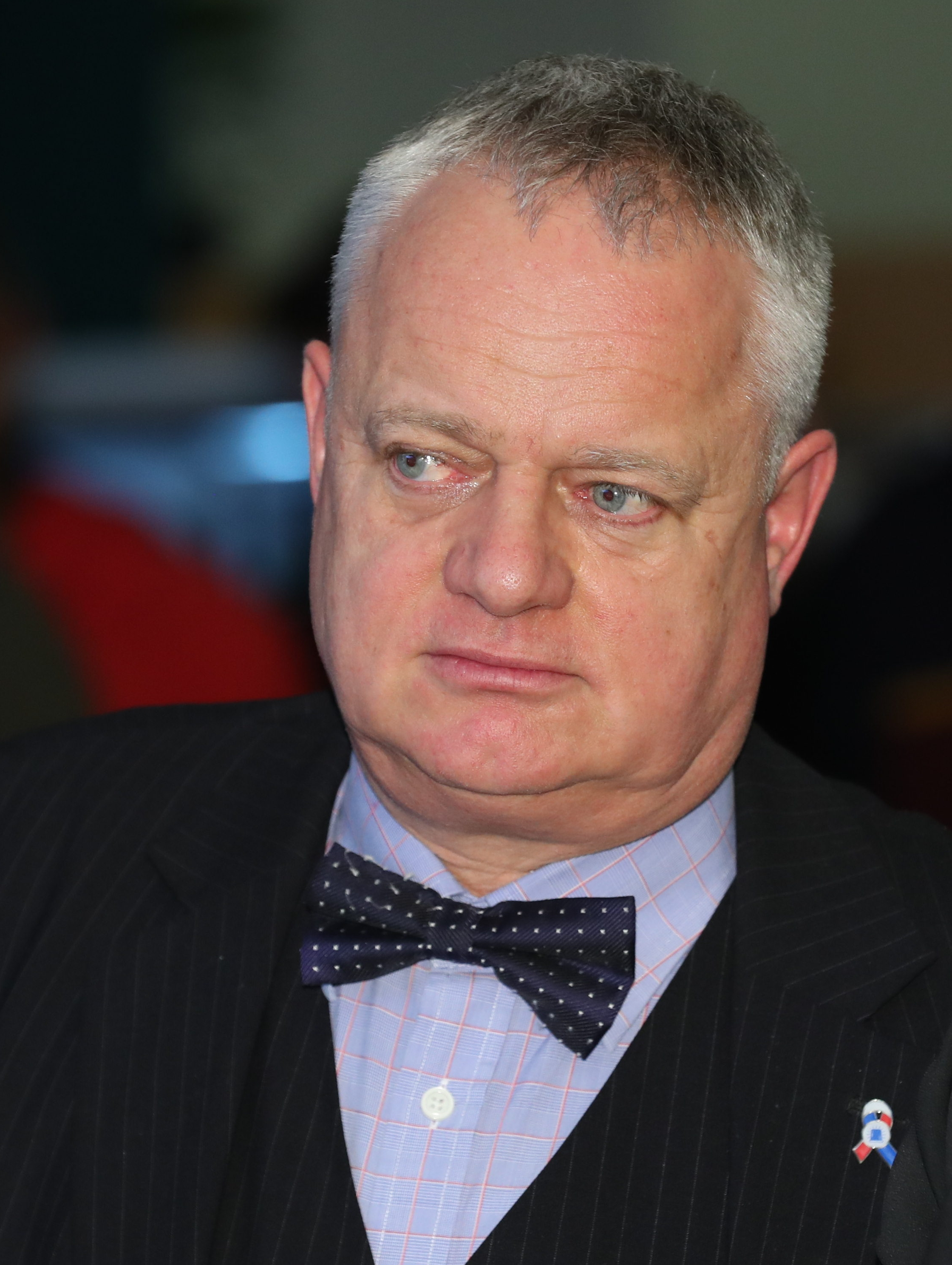
Thomas Rechentin (2020)

Thomas Rechentin (* 1963 in Nordenham) ist ein deutscher Verwaltungsjurist und politischer Beamter. Von Dezember 2019 bis Juni 2022 war er Amtschef im Sächsischen Staatsministerium des Innern.

## Leben
Rechentin legte 1982 sein Abitur auf dem Gymnasium Corvinianum in Northeim ab, wo sein Vater Horst Rechentin als Studiendirektor tätig war. Anschließend war er bis 1985 Soldat auf Zeit bei der Bundeswehr. Nach dem Ausscheiden aus der Bundeswehr nahm er 1985 ein Studium der Rechtswissenschaften an der Georg-August-Universität Göttingen auf, das er 1990 mit dem ersten juristischen Staatsexamen abschloss. Während seines Studiums wurde er Mitglied der Burschenschaft Holzminda. Es folgten von 1990 bis 1993 das Rechtsreferendariat am Oberlandesgericht Oldenburg sowie 1993 das zweite juristische Staatsexamen. Im selben Jahr trat er in den Verwaltungsdienst des Freistaates Sachsen ein. Dort war er in verschiedenen Positionen und Behörden tätig, zunächst in der Sächsischen Staatskanzlei als persönlicher Referent und Büroleiter von Ministerpräsident Kurt Biedenkopf (1993–2002), später im Sächsischen Staatsministerium des Innern (2002–2003).
Im Landratsamt des Weißeritzkreises war er von 2003 bis 2007 1. Beigeordneter, nachdem er bereits ab 1999 dem Kreistag als Mitglied der CDU-Fraktion angehört hatte.
Nach seiner Tätigkeit auf kommunaler Ebene folgten Verwendungen in den Staatsministerien für Umwelt und Landwirtschaft (2008) sowie im Kultus (2008–2018), ehe er im März 2018 in das Staatsministerium des Innern zurückkehrte, wo er als Abteilungsleiter fungierte.
Zum Dezember 2018 wurde Thomas Rechentin von Staatsminister Roland Wöller (Kabinett Kretschmer I) zum Amtschef für Kommunales sowie Bau- und Wohnungswesen im Sächsischen Staatsministerium des Innern ernannt. Er übernahm damit neben Staatssekretär Günther Schneider, welcher den Bereich des Innern verantwortete, die Behördenleitung. Während Schneider im Zuge der Bildung des Kabinetts Kretschmer II im Dezember 2019 in den Ruhestand verabschiedet wurde, wurde Rechentin Amtschef des Ministeriums. Zum Juli 2022 übernahm Frank Pfeil die neu geschaffene Position des Staatssekretärs im Staatsministerium des Innern und wurde auch Amtschef. Rechentin schied aus dem Amt aus und übernahm die Leitung des Leitungsstabes des Innenministeriums.
Rechentin ist verheiratet und Vater eines Kindes. Er ist Mitglied der CDU.